# Hadena goniophora
Hadena goniophora là một loài bướm đêm trong họ Noctuidae.